# Villa Castagneto-Caracciolo
Villa Castagneto-Caracciolo (in passato villa Regina Madre) è una struttura di interesse storico di Napoli; locata sulla sommità del poggio dello Scudillo, tra le colline dei Colli Aminei, Capodimonte e del Vomero. 
Realizzata interamente in tufo, fu costruita probabilmente nel XVIII secolo dal duca Francesco Caracciolo, celebre ammiraglio appartenente alla famiglia di San Francesco Caracciolo, che durante la sua carriera militare fiancheggiò anche il celebre ammiraglio Horatio Nelson. Poi passata al principe di Castagneto Nicola Caracciolo.
Appare nella settecentesca mappa del duca di Noja, dove è rappresentata come un "casino di villa" a corte aperta. La salita che dalla Sanità portava al poggio dello Scudillo (l'odierna via del serbatoio) termina direttamente nell'androne, che dà sulla corte meridionale della villa aperta verso sud-est. Alle spalle dell'edificio, è rappresentato un giardino suddiviso in quadranti regolari.
L'apertura di una nuova strada verso gli attuali Colli Aminei hanno trasformato l'assetto della villa: la corte diviene un belvedere dalla vista eccezionale, aperto su Capodimonte, la Certosa di San Martino, il centro storico, l'intero Golfo di Napoli ed il Vesuvio, mentre l'ingresso principale viene trasferito nella parte rivolta verso il giardino. Nella Pianta di Napoli del 1872-80, il giardino era stato espanso fino a circondare tutti i lati della villa, fino al belvedere, adattato al gusto romantico dell'epoca. Grazie alla sua ottima posizione dalla quale si vedono magnificamente famosi luoghi d'interesse del capoluogo campano come è considerato uno dei punti più panoramici di Napoli.
Subì numerosi bombardamenti durante la seconda guerra mondiale e i segni di questi sono tuttora visibili. Era inizialmente dotata di due torri e un piano superiore, oggi crollati, di un vasto giardino reale attraversato da numerose carrozze, una cantina con un antico torchio, numerose camere da letto e cucine; vi era anche una cappella personale del principe, oggi sconsacrata, ma ancora riconoscibile dall'architettura arcoidale e da un crocifisso sul suolo. All'inizio del XXI secolo, la villa è quasi allo stato di rudere.
Presenta al proprio interno un altissimo numero di varietà di piante, tra cui un secolare albero di Magnolia grandiflora e un considerevole numero di Aptenia cordifolia e Castanea sativa, da cui il toponimo.

## Nell'Arte
Il panorama goduto dalla villa è stato oggetto di importanti rappresentazioni tra le quali il quadro "Napoli dalla Conocchia" di Giacinto Gigante ubicato presso il Museo Capodimonte e il quadro di Salvatore Fergola "Napoli dalla Conocchia di Capodimonte" custodito a Palazzo Reale.

## Galleria d'immagini

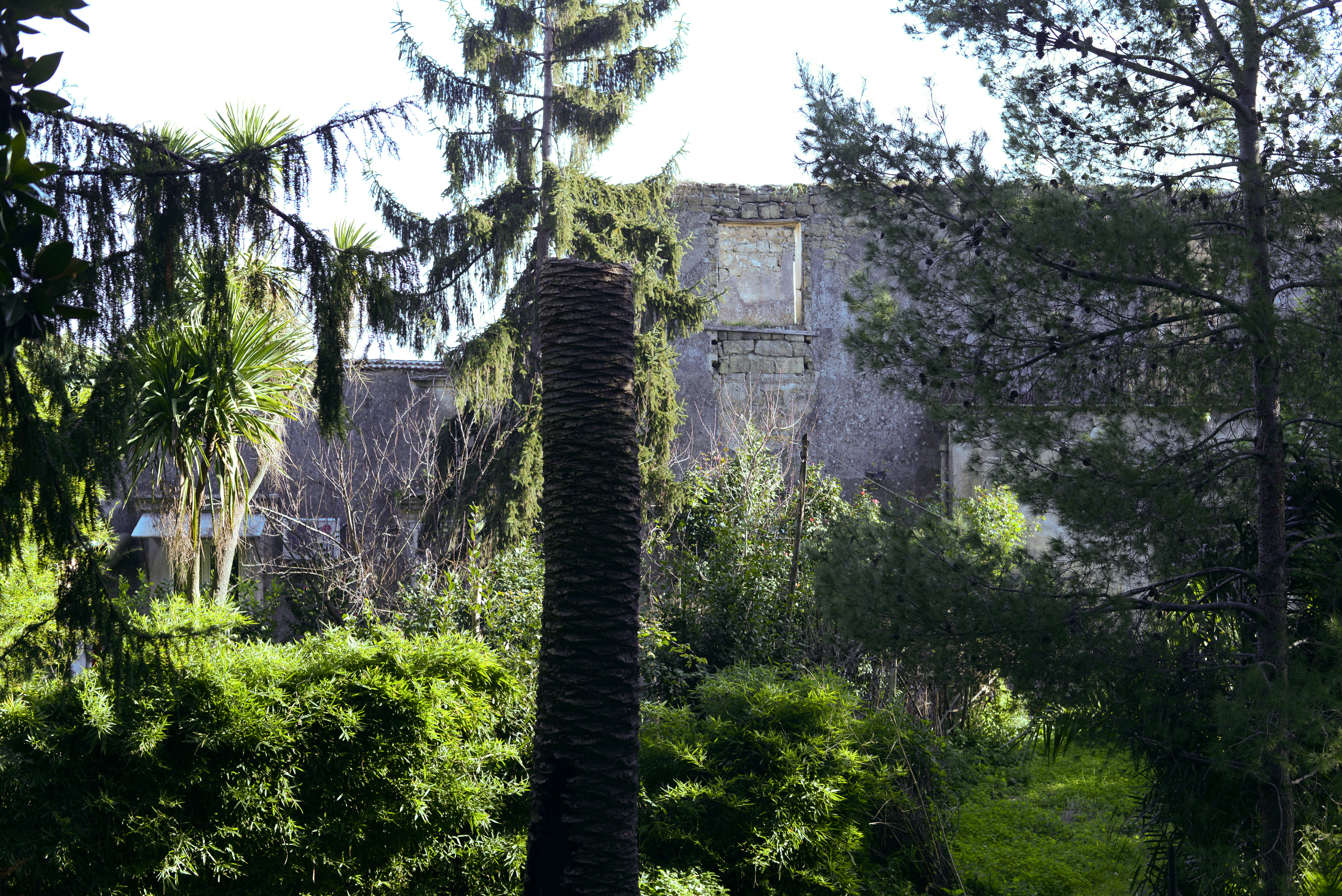
Il giardino
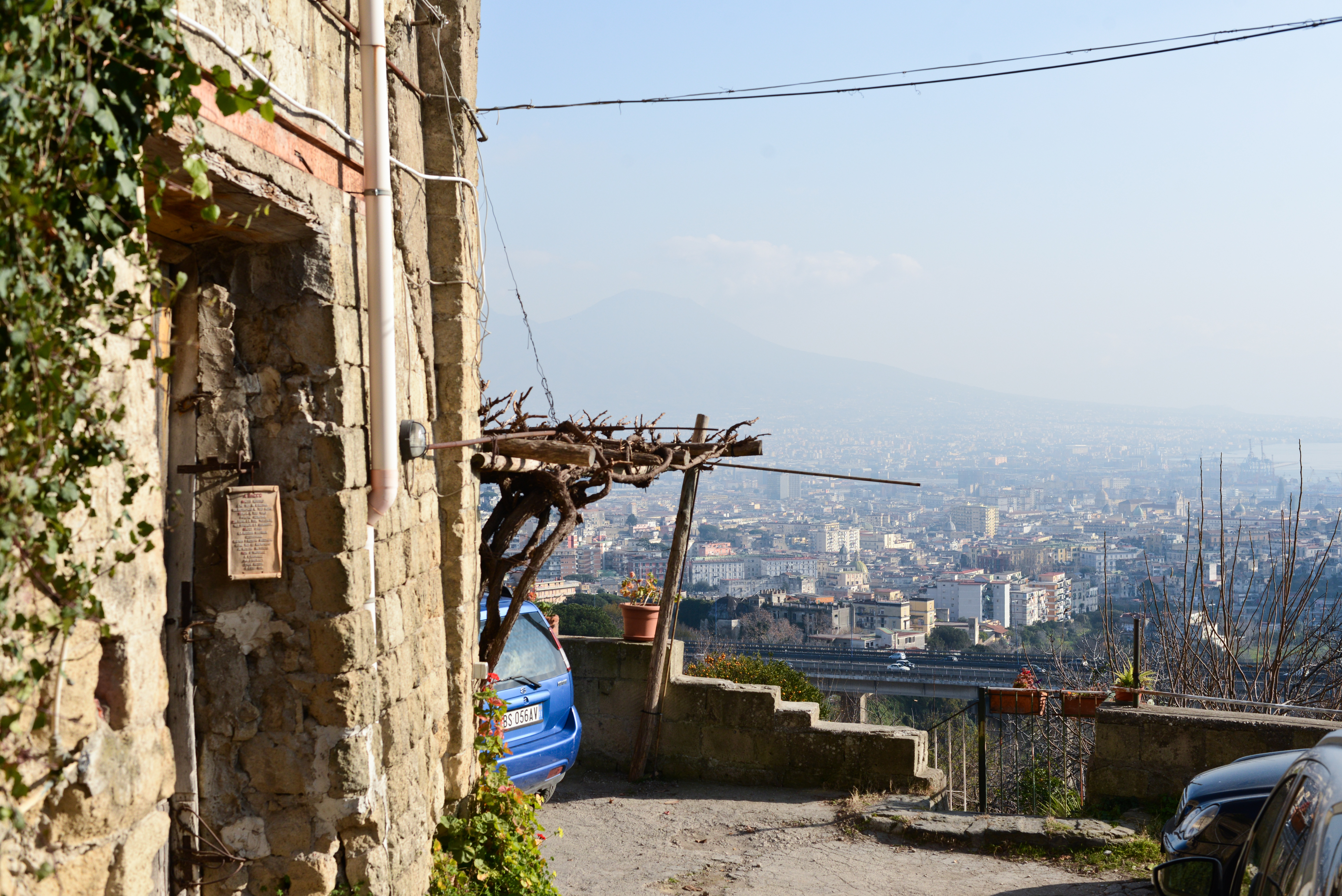
Panorama sulla città
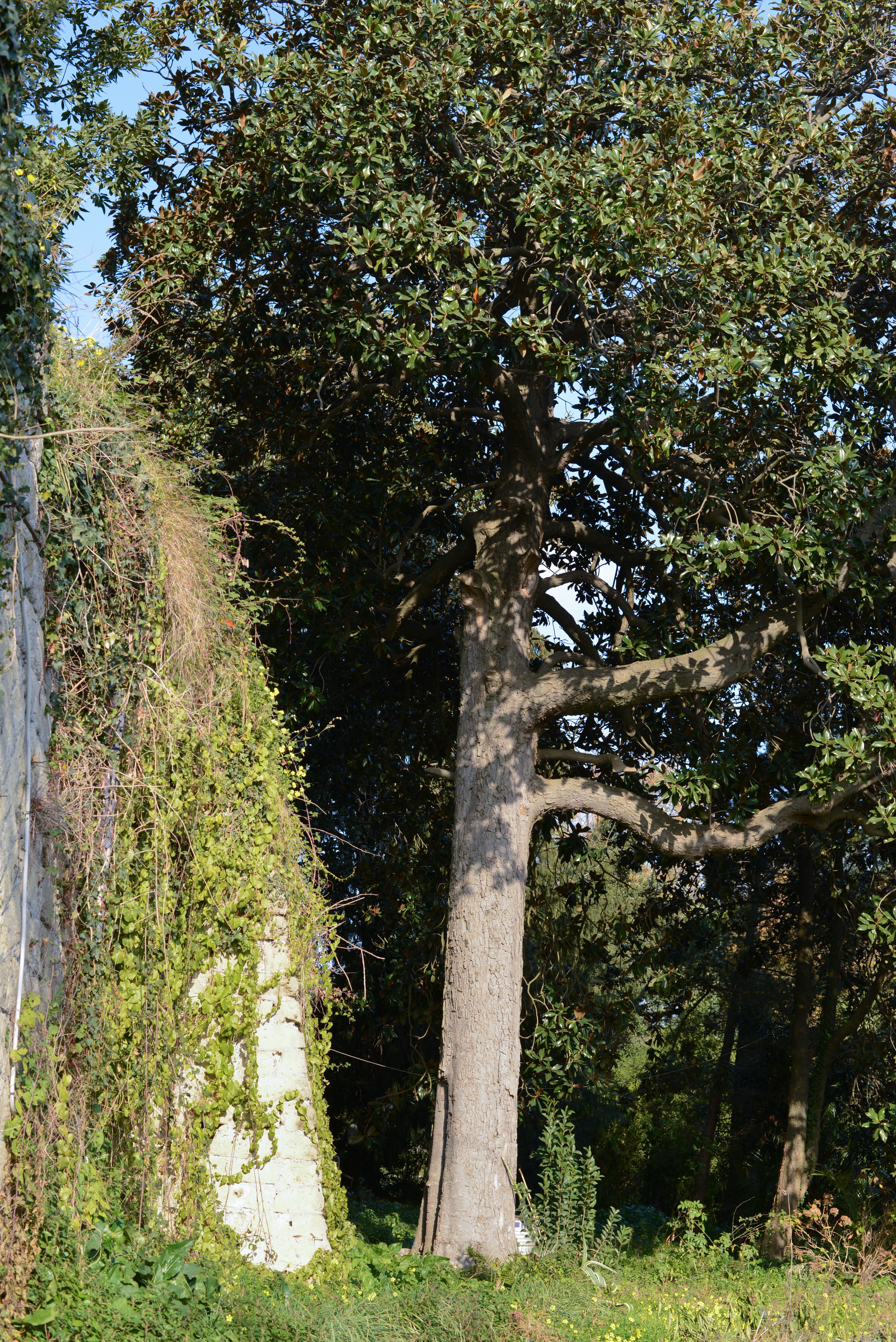
La magnolia centenaria